# Arctosa
Pour les articles homonymes, voir Tricca.
Genre
Synonymes
- Leaena Simon, 1885
- Tricca Simon, 1889
- Alopecosella Roewer, 1960
- Arctosella Roewer, 1960
- Arkalosula Roewer, 1960
- Bonacosa Roewer, 1960
- Leaenella Roewer, 1960
- Tetrarctosa Roewer, 1960
- Triccosta Roewer, 1960
- Trochosomma Roewer, 1960

Arctosa est un genre d'araignées aranéomorphes de la famille des Lycosidae.

## Distribution
Les espèces de ce genre se rencontrent sur tous les continents sauf aux pôles et en Australie.

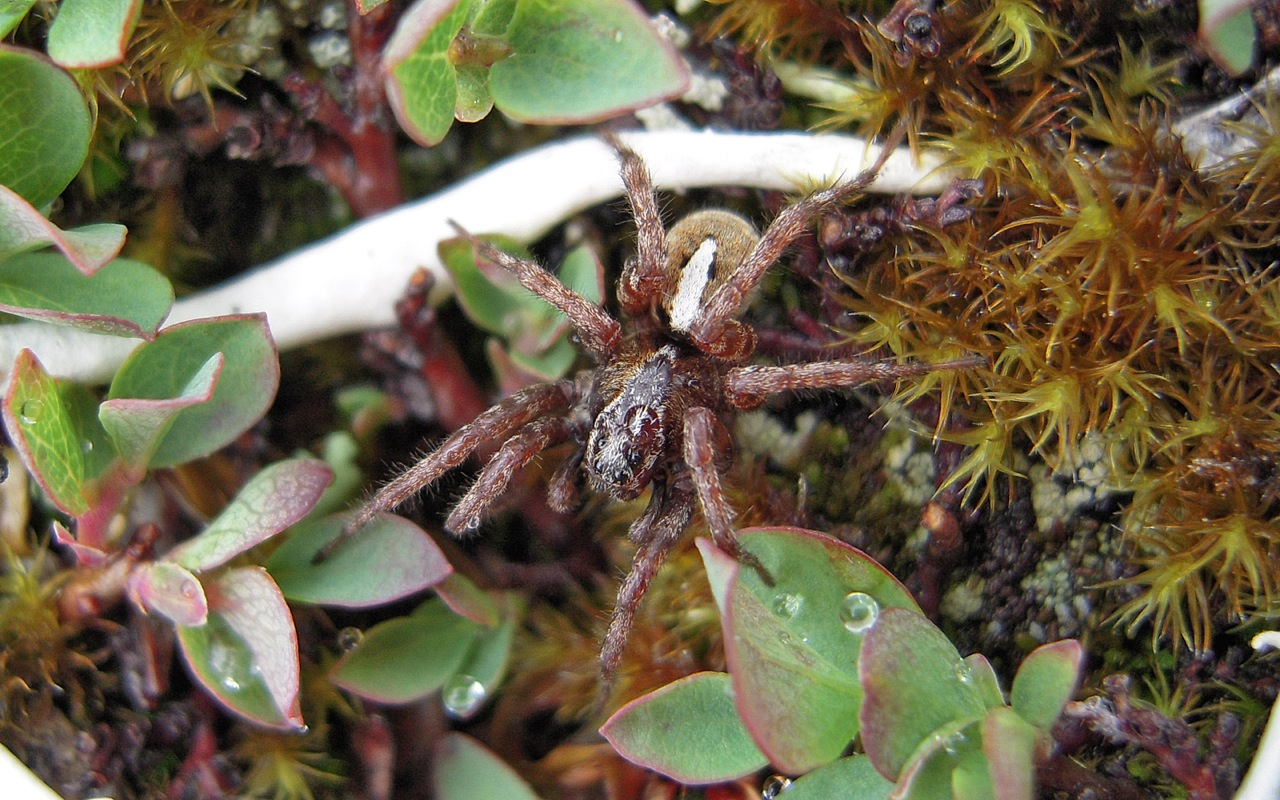
Arctosa alpigena

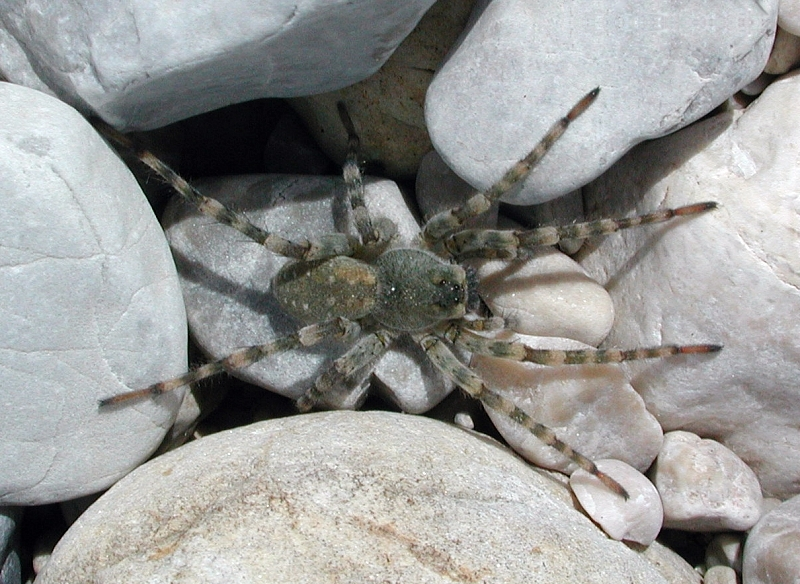
Arctosa cinerea

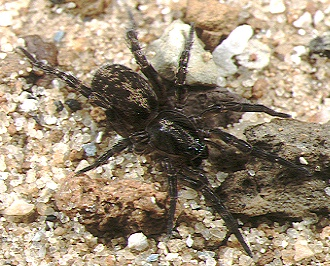
Arctosa ipsa

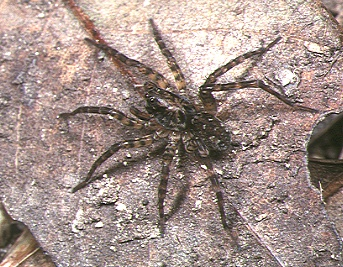
Arctosa laminata

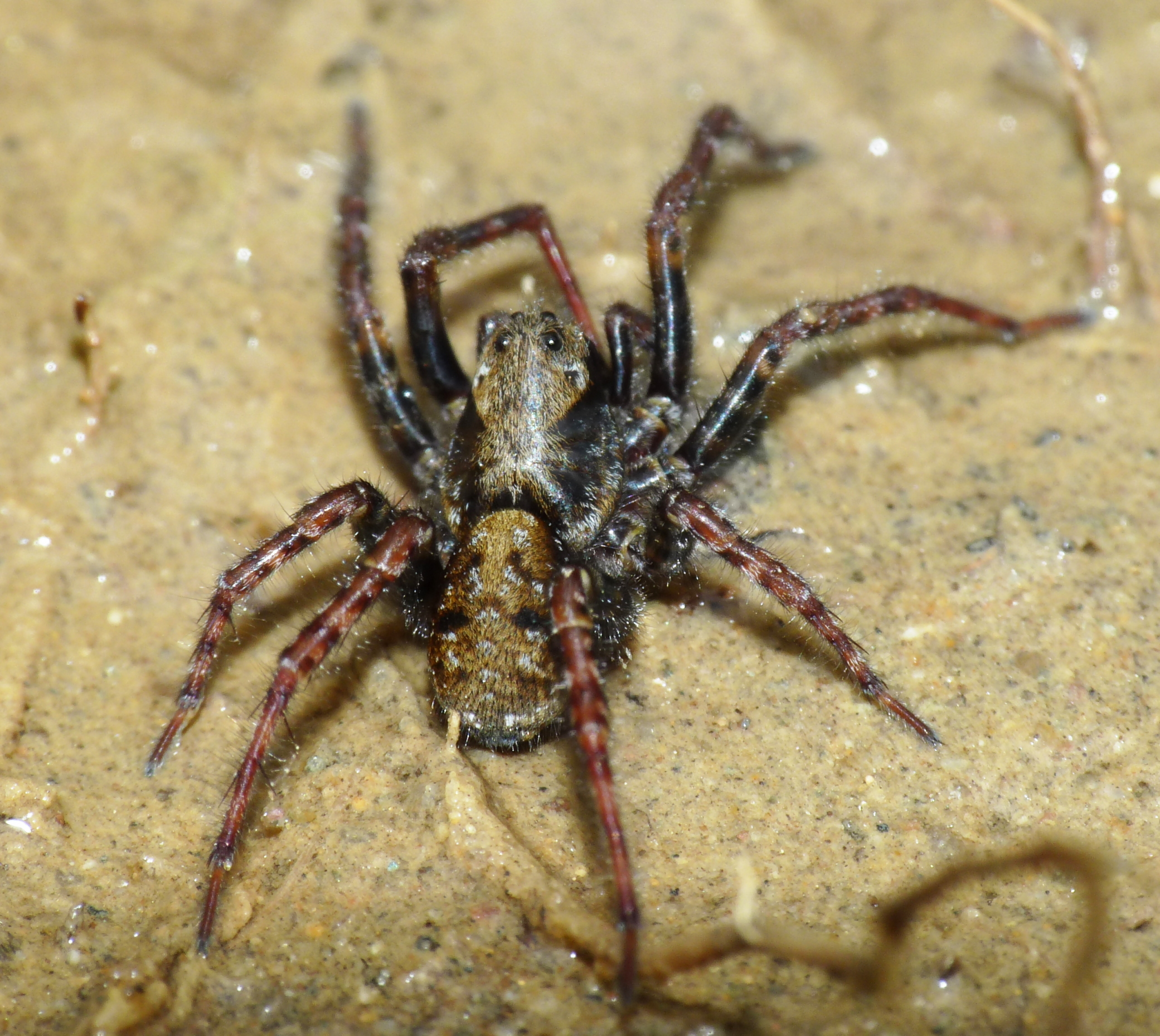
Arctosa leopardus

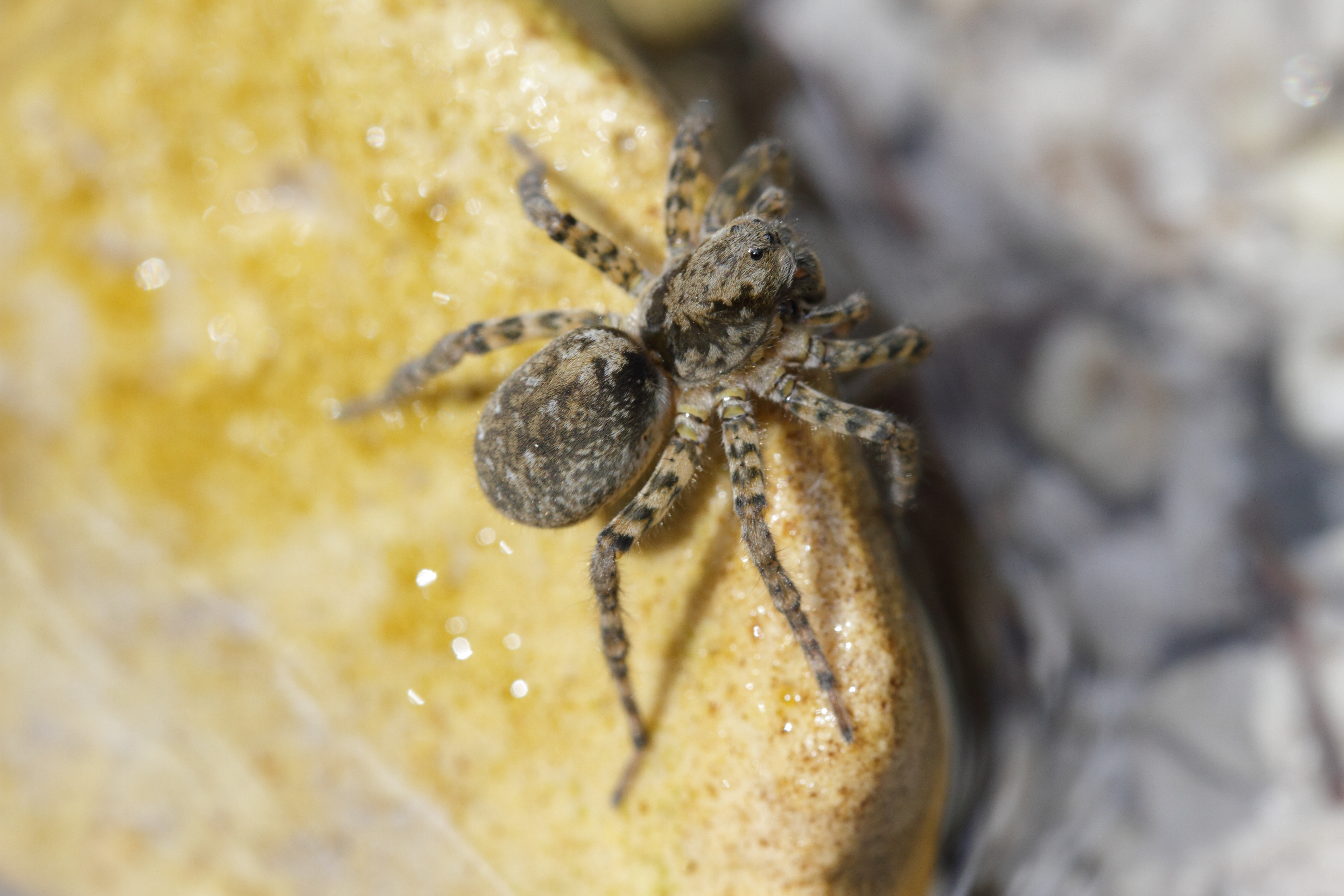
Arctosa maculata

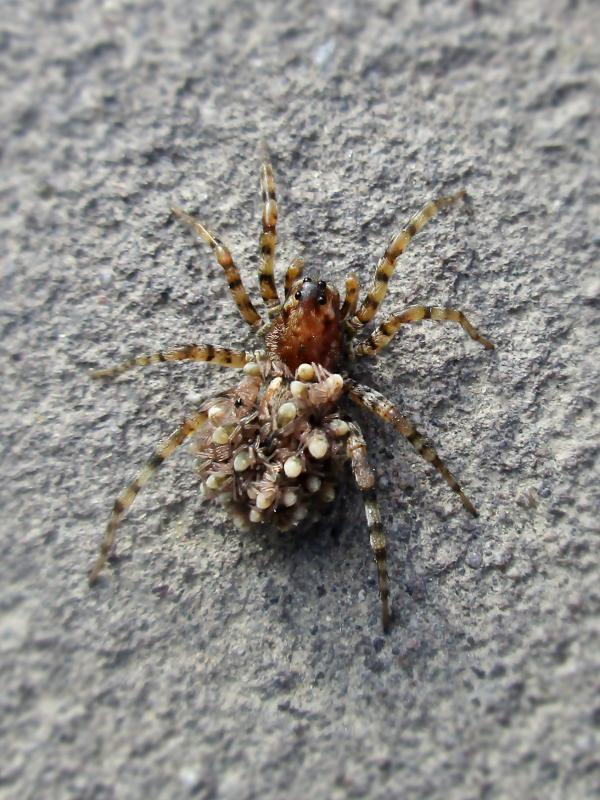
Arctosa perita

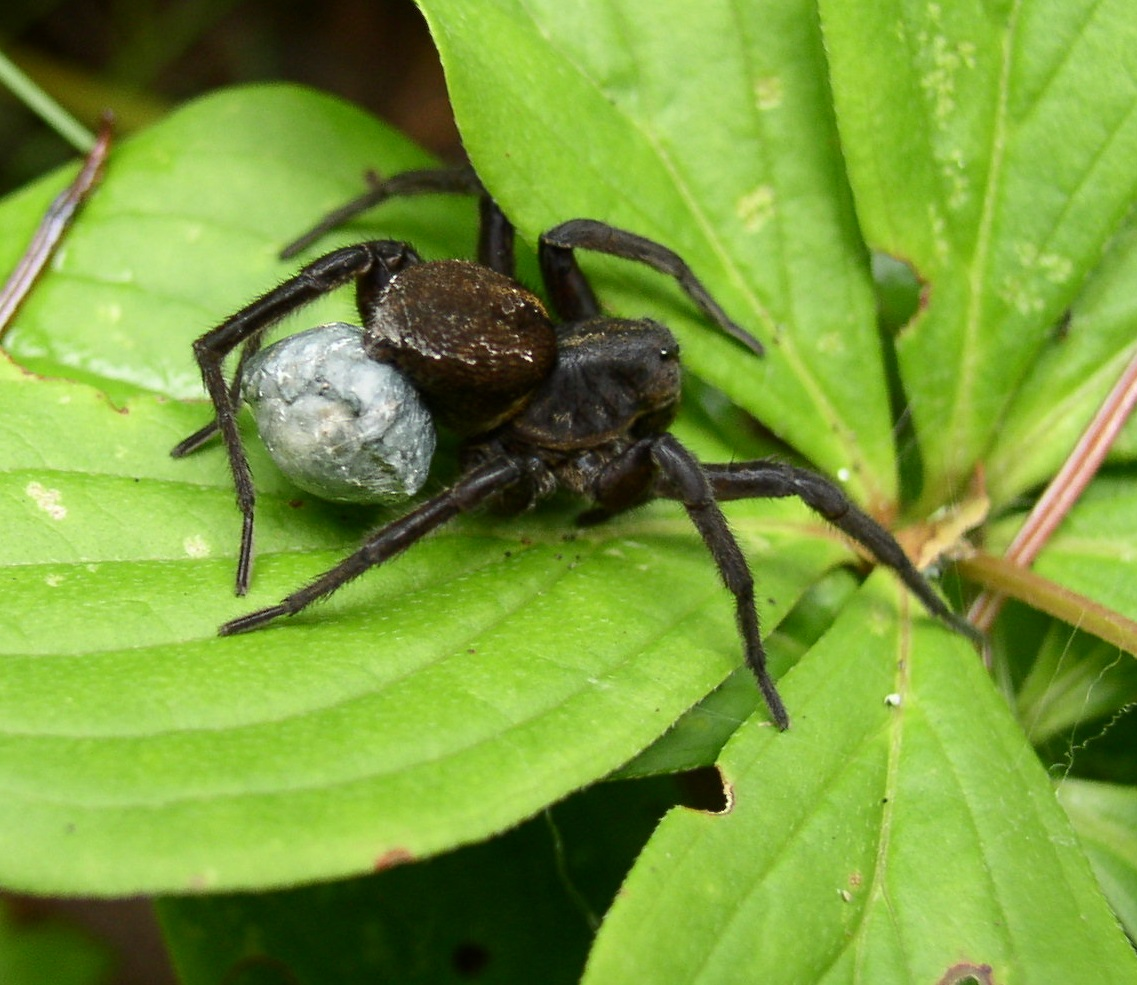
Arctosa raptor

## Liste des espèces
Selon World Spider Catalog (version 26, 24/05/2025) :
- Arctosa albida (Simon, 1898)
- Arctosa albopellita (L. Koch, 1875)
- Arctosa algerina Roewer, 1960
- Arctosa aliusmodi (Karsch, 1880)
- Arctosa alluaudi Guy, 1966
- Arctosa alpigena (Doleschall, 1852)
- Arctosa amylaceoides (Schenkel, 1936)
- Arctosa annulipes (L. Koch, 1875)
- Arctosa astuta (Gerstaecker, 1873)
- Arctosa atriannulipes (Strand, 1906)
- Arctosa ayaymama Paredes-Munguía, Brescovit & Teixeira, 2024
- Arctosa bacchabunda (Karsch, 1884)
- Arctosa bakva (Roewer, 1960)
- Arctosa bamiana (Roewer, 1960)
- Arctosa berlandi (Caporiacco, 1949)
- Arctosa bicoloripes (Roewer, 1960)
- Arctosa biseriata Roewer, 1960
- Arctosa brauni (Strand, 1916)
- Arctosa brevispina (Lessert, 1915)
- Arctosa camerunensis Roewer, 1960
- Arctosa capensis Roewer, 1960
- Arctosa cervina Schenkel, 1936
- Arctosa chungjooensis Paik, 1994
- Arctosa cinerea (Fabricius, 1777)
- Arctosa conflicta Paredes-Munguía, Brescovit & Teixeira, 2024
- Arctosa coreana Paik, 1994
- Arctosa costenola Paredes-Munguía, Brescovit & Teixeira, 2024
- Arctosa daisetsuzana (Saito, 1934)
- Arctosa darountaha Roewer, 1960
- Arctosa delaportei Omelko & Marusik, 2022
- Arctosa denticulata Jiménez & Dondale, 1984
- Arctosa depectinata (Bösenberg & Strand, 1906)
- Arctosa depuncta (O. Pickard-Cambridge, 1876)
- Arctosa deserta (O. Pickard-Cambridge, 1872)
- Arctosa dhikala Sankaran & Caleb, 2023
- Arctosa dissonans (O. Pickard-Cambridge, 1872)
- Arctosa ebicha Yaginuma, 1960
- Arctosa edeana Roewer, 1960
- Arctosa emertoni Gertsch, 1934
- Arctosa ephippiata Roewer, 1960
- Arctosa epiana (Berland, 1938)
- Arctosa erythraeana Roewer, 1960
- Arctosa excellens (Simon, 1876)
- Arctosa fessana Roewer, 1960
- Arctosa figurata (Simon, 1876)
- Arctosa frequentissima Caporiacco, 1947
- Arctosa fulvolineata (Lucas, 1846)
- Arctosa gougu Chen & Song, 1999
- Arctosa hainan Wang, Li & Zhang, 2021
- Arctosa hallasanensis Paik, 1994
- Arctosa harraria Roewer, 1960
- Arctosa himalayensis Tikader & Malhotra, 1980
- Arctosa hottentotta Roewer, 1960
- Arctosa hunanensis Yin, Peng & Bao, 1997
- Arctosa indica Tikader & Malhotra, 1980
- Arctosa insignita (Thorell, 1872)
- Arctosa intricaria (C. L. Koch, 1847)
- Arctosa ipsa (Karsch, 1879)
- Arctosa janetscheki Buchar, 1976
- Arctosa jibarosa Paredes-Munguía, Brescovit & Teixeira, 2024
- Arctosa kadjahkaia Roewer, 1960
- Arctosa kalpiensis (Gajbe, 2004)
- Arctosa kansuensis (Schenkel, 1936)
- Arctosa kassenjea (Strand, 1913)
- Arctosa kawabe Tanaka, 1985
- Arctosa kazibana Roewer, 1960
- Arctosa keniana (Roewer, 1960)
- Arctosa keumjeungsana Paik, 1994
- Arctosa khudiensis (Sinha, 1951)
- Arctosa kiangsiensis (Schenkel, 1963)
- Arctosa kirkiana (Strand, 1913)
- Arctosa kiwuana (Strand, 1913)
- Arctosa kolosvaryi (Caporiacco, 1947)
- Arctosa labiata Tso & Chen, 2004
- Arctosa laccophila (Simon, 1909)
- Arctosa lacupemba (Roewer, 1960)
- Arctosa lacustris (Simon, 1876)
- Arctosa lagodechiensis Mcheidze, 1997
- Arctosa lama Dondale & Redner, 1983
- Arctosa laminata Yu & Song, 1988
- Arctosa lawrencei (Roewer, 1960)
- Arctosa leaeniformis (Simon, 1910)
- Arctosa leopardus (Sundevall, 1833)
- Arctosa lesserti Reimoser, 1934
- Arctosa letourneuxi (Simon, 1885)
- Arctosa lightfooti (Purcell, 1903)
- Arctosa litigiosa Roewer, 1960
- Arctosa littoralis (Hentz, 1844)
- Arctosa liujiapingensis Yin, Peng, Xie, Bao & Wang, 1997
- Arctosa lutetiana (Simon, 1876)
- Arctosa maculata (Hahn, 1822)
- Arctosa marfieldi Roewer, 1960
- Arctosa marocensis Roewer, 1960
- Arctosa meinerti (Thorell, 1875)
- Arctosa meitanensis Yin, Wang, Xie & Peng, 1993
- Arctosa mineira Paredes-Munguía, Brescovit & Teixeira, 2024
- Arctosa mittensa Yin, Wang, Xie & Peng, 1993
- Arctosa mossambica Roewer, 1960
- Arctosa mulani (Dyal, 1935)
- Arctosa niccensis (Strand, 1907)
- Arctosa nivosa (Purcell, 1903)
- Arctosa nonsignata Roewer, 1960
- Arctosa nyembeensis (Strand, 1916)
- Arctosa obscura Denis, 1953
- Arctosa oneili (Purcell, 1903)
- Arctosa otaviensis Roewer, 1960
- Arctosa pacaya Paredes-Munguía, Brescovit & Teixeira, 2024
- Arctosa pardosina (Simon, 1898)
- Arctosa pargongensis Paik, 1994
- Arctosa pelengea Roewer, 1960
- Arctosa perita (Latreille, 1799)
- Arctosa personata (L. Koch, 1872)
- Arctosa pichoni Schenkel, 1963
- Arctosa poecila Caporiacco, 1939
- Arctosa politana Roewer, 1960
- Arctosa promontorii (Pocock, 1900)
- Arctosa pseudoleopardus Ponomarev, 2007
- Arctosa pungcheunensis Paik, 1994
- Arctosa quadripunctata (Lucas, 1846)
- Arctosa raptor (Kulczyński, 1885)
- Arctosa ravida Ponomarev, 2007
- Arctosa recurva Yu & Song, 1988
- Arctosa renidescens Buchar & Thaler, 1995
- Arctosa ripaecola (Roewer, 1960)
- Arctosa rubicunda (Keyserling, 1877)
- Arctosa rufescens Roewer, 1960
- Arctosa sanctaerosae Gertsch & Wallace, 1935
- Arctosa sapiranga Silva & Lise, 2009
- Arctosa schensiensis Schenkel, 1963
- Arctosa scopulitibiis (Strand, 1906)
- Arctosa serii Roth & Brown, 1976
- Arctosa serrulata Mao & Song, 1985
- Arctosa similis Schenkel, 1938
- Arctosa simoni Guy, 1966
- Arctosa sjostedti Roewer, 1960
- Arctosa sordulenta (Thorell, 1899)
- Arctosa springiosa Yin, Wang, Xie & Peng, 1993
- Arctosa stigmosa (Thorell, 1875)
- Arctosa subamylacea (Bösenberg & Strand, 1906)
- Arctosa swatowensis (Strand, 1907)
- Arctosa tanakai Barrion & Litsinger, 1995
- Arctosa tangerana (Roewer, 1960)
- Arctosa tangguoi Wang, Li & Zhang, 2021
- Arctosa tantilla Bryant, 1948
- Arctosa tbilisiensis Mcheidze, 1946
- Arctosa tenebrosa (Keyserling, 1877)
- Arctosa tenella (Keyserling, 1877)
- Arctosa tenuissima (Purcell, 1903)
- Arctosa testacea Roewer, 1960
- Arctosa togona Roewer, 1960
- Arctosa transvaalana Roewer, 1960
- Arctosa tridens (Simon, 1937)
- Arctosa tridentata Chen & Song, 1999
- Arctosa truncata Tso & Chen, 2004
- Arctosa upembana Roewer, 1960
- Arctosa vaginalis Yu & Song, 1988
- Arctosa variana C. L. Koch, 1847
- Arctosa villa Paredes-Munguía, Brescovit & Teixeira, 2024
- Arctosa villica (Lucas, 1846)
- Arctosa virgo (Chamberlin, 1925)
- Arctosa wittei Roewer, 1960
- Arctosa xunyangensis Wang & Qiu, 1992
- Arctosa yasudai (Tanaka, 2000)
- Arctosa zhaojingzhaoi Li, 2016
- Arctosa ziyunensis Yin, Peng & Bao, 1997

## Systématique et taxinomie
Ce genre a été décrit par C. L. Koch en 1847.
Triccosta a été placé en synonymie par Braun en 1963.
Leaena, Arctosella et Tetrarctosa ont été placés en synonymie par Lugetti et Tongiorgi en 1965.
Tricca et Arkalosula ont été placés en synonymie par Dondale et Redner en 1983.
Bonacosa et Leaenella ont été placés en synonymie en synonymie par Wunderlich en 1984.
Alopecosella a été placé en synonymie par Bosmans et Van Keer en 2012.
Trochosomma a été placé en synonymie par Marusik et Nadolny en 2020.

## Publication originale
- C. L. Koch, 1847 : Die Arachniden. Nürnberg, vol. 14, p. 89-210 (texte intégral).